# Хајнрих Елбоген
Хајнрих Елбоген (Париз, 18. јун 1872 – Беч, 8. децембар 1927) је био аустријски спортски стрелац који се такмичио на Летњим олимпијским играма 1912.  Рођен је 18. јуна 1872. у јеврејској породици у Паризу, као друго дете и једини син банкара Гвида Елбогена (1845–1918) и Розалије (рођене Швабахер; 1850–1940). Од његове три сестре, једна је умрла у детињству; а најмлађа сестра, Џени, постала је познати есперантиста.
Када је његов отац постао председник Англо-аустријске банке у Бечу,  породица се преселила у Беч. Када је отац Гвидо купио сеоско имање Шлос Талхајм у Доњој Аустрији, породица је тамо проводила лета.
Хајнрих је учествовао на Летњим олимпијским играма 1912. у Стокхолму као члан аустријске стрељачке екипе, која је такмичење завршила без медаље.
Године 1916, док је служио у аустроугарској војсци током Првог светског рата, Елбоген је заробљен од стране Руса и задржан у заробљеништву у Сибиру. Вратио се у Талхајм четири године касније, исцрпљен од веома дугог пешачења у повратку кући.
Умро је у Бечу 8. децембра 1927. у 55. години живота и сахрањен је на Средишњем бечком гробљу.